# Angoulême
Angoulême város Franciaország nyugati részén, Új-Aquitania régióban, Charente megye székhelye. Franciaország kulturális és történelmi városa címet viseli.

## Története
A római kor óta nevezetes település a környék mezőgazdasági központja volt. Híres szülötte I. Ferenc húga, Angoulême-i Margit hercegnő, akit inkább Navarrai Margit néven ismernek, a francia reneszánsz jelentős alakja, író és a kultúra, a művészet patrónája, Heptaméron című könyve boccacciói történetekhez hasonló írásait tartalmazza.

## Demográfia
| Év   | Lakosság (fő) |
| ---- | ------------- |
| 1793 | 11 500        |
| 1821 | 15 025        |
| 1831 | 15 186        |
| 1841 | 18 622        |
| 1846 | 20 085        |
| 1851 | 21 155        |
| 1856 | 22 811        |
| 1861 | 24 961        |

| Év   | Lakosság (fő) |
| ---- | ------------- |
| 1866 | 25 116        |
| 1872 | 25 928        |
| 1876 | 30 513        |
| 1881 | 32 567        |
| 1886 | 34 647        |
| 1891 | 36 690        |
| 1896 | 38 068        |
| 1901 | 37 650        |

| Év   | Lakosság (fő) |
| ---- | ------------- |
| 1906 | 37 507        |
| 1911 | 38 211        |
| 1921 | 34 895        |
| 1926 | 35 994        |
| 1931 | 36 699        |
| 1936 | 38 915        |
| 1946 | 44 244        |
| 1954 | 43 170        |

| Év   | Lakosság (fő) |
| ---- | ------------- |
| 1962 | 48 190        |
| 1968 | 47 822        |
| 1975 | 47 221        |
| 1982 | 46 197        |
| 1990 | 42 876        |
| 1999 | 43 171        |
| 2006 | 42 096        |
| 2010 | 41 613        |

## Látnivalók
- Ville haute – a felsőváros, egy dombon létrejött, falakkal körülvett városrész.
- Ville basse – az alsóváros, itt működtek egykor a különleges minőségű papírt előállító papírmalmok.
- Cathédrale St-Pierre – a felsőváros déli fala mellett található katedrális az ország egyik legszebb román kori temploma. A 12. században épült, s bár a vallásháborúk idején súlyosan megrongálták, a 19. században teljes egészében visszanyerte régi szépségét. Különlegessége a rendkívül gazdag díszítésű főhomlokzat. A mintegy hetven szoborból álló kompozíció az utolsó ítéletet ábrázolja, közepén Krisztus ül egy trónon. Az egyik oldalkapu feletti vakablak keretének díszítése a Roland-ének egyes jeleneteit örökíti meg. A torony hat emeletes, a kereszthajó végében magasodik. Az alatta lévő jókora kápolnában láthatók a súlyos tornyot tartó oszlopok. A szentély jó néhány, 9. századi oszlopát egy másik templomból hozták ide az újjáépítés során.
- Musée municipal des Beaux-Arts – a részben 15. századi egykori püspöki palotában jelentős régészeti bemutató látható, amelynek középpontja egy i. e. 400 körül készült aranylemezekkel díszített kelta sisak, továbbá öltözködéstörténeti gyűjtemény és gazdag anyag afrikai és óceániai tárgyakból.
- Hotel de ville – a gótikus stílusú városháza a 19. században épült. Beleépítették a régi vár két tornyát, a 13. századi donjont, s a valamivel későbbi kerek tornyot is, amelyben Navarrai Margit született.

## Híres szülöttei
- Angoulême-i Margit (1492–1549), navarrai királyné
- Marc-René de Montalembert (1714–1800), altábornagy és hadmérnök
- Charles Augustin de Coulomb (1736–1806), fizikus
- Georges Valmier (1885–1937), festő
- Christian Escoudé (1947–2024), dzsesszgitáros
- Dominique Langevin (1947−), fizikus
- Amandine Bourgeois (1979−), énekesnő
- Emmeline Ragot (1986−), hegyikerékpáros
- Adrien Silva (1989−), labdarúgó
- Victorie Guilman (1996−), kerékpáros

## Testvérvárosok
- Bury
- Chicoutimi
- Gelendzhik
- Hoffman Estates
- Hildesheim
- Ségou
- Torda
- Vitoria-Gasteiz

## Képek

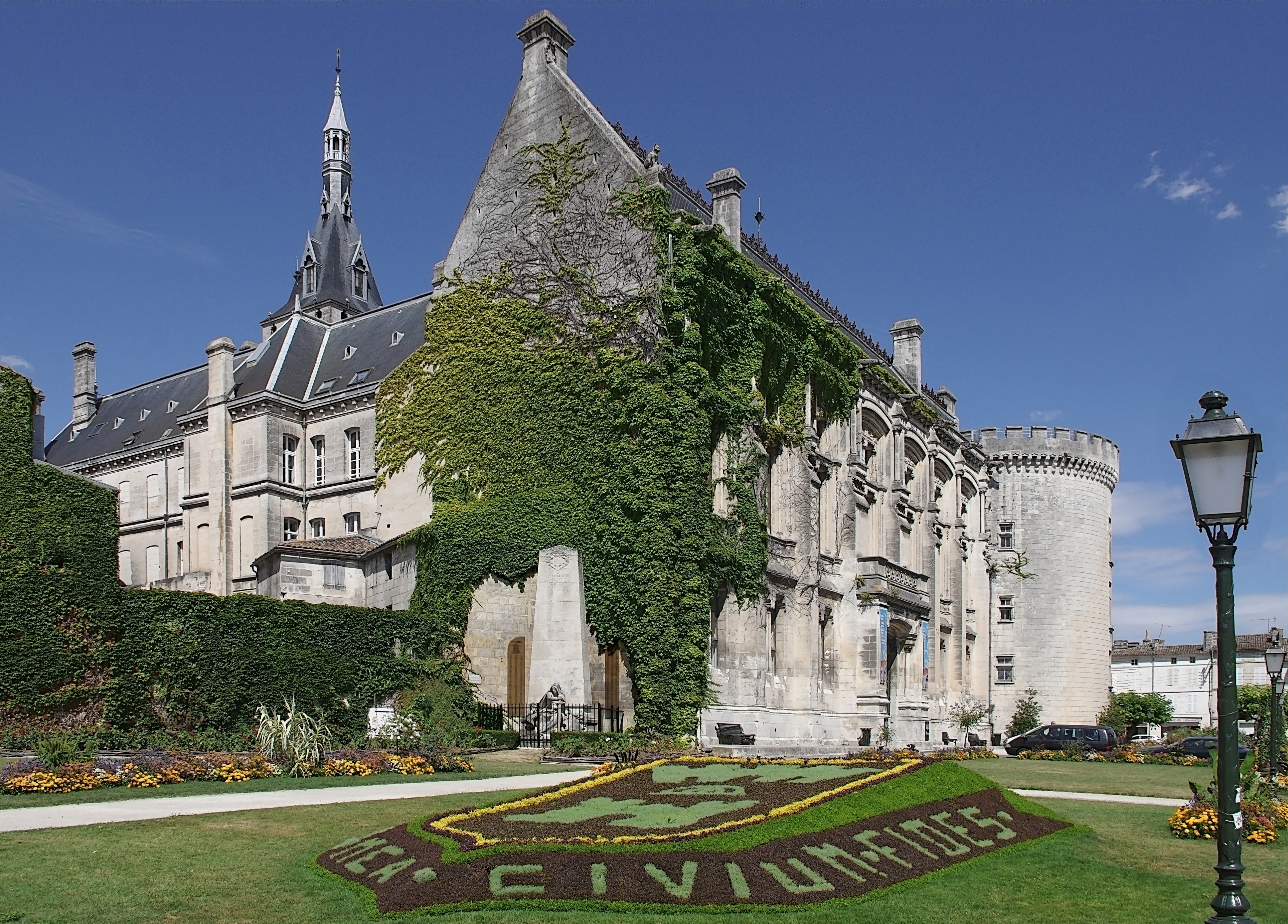
Városháza
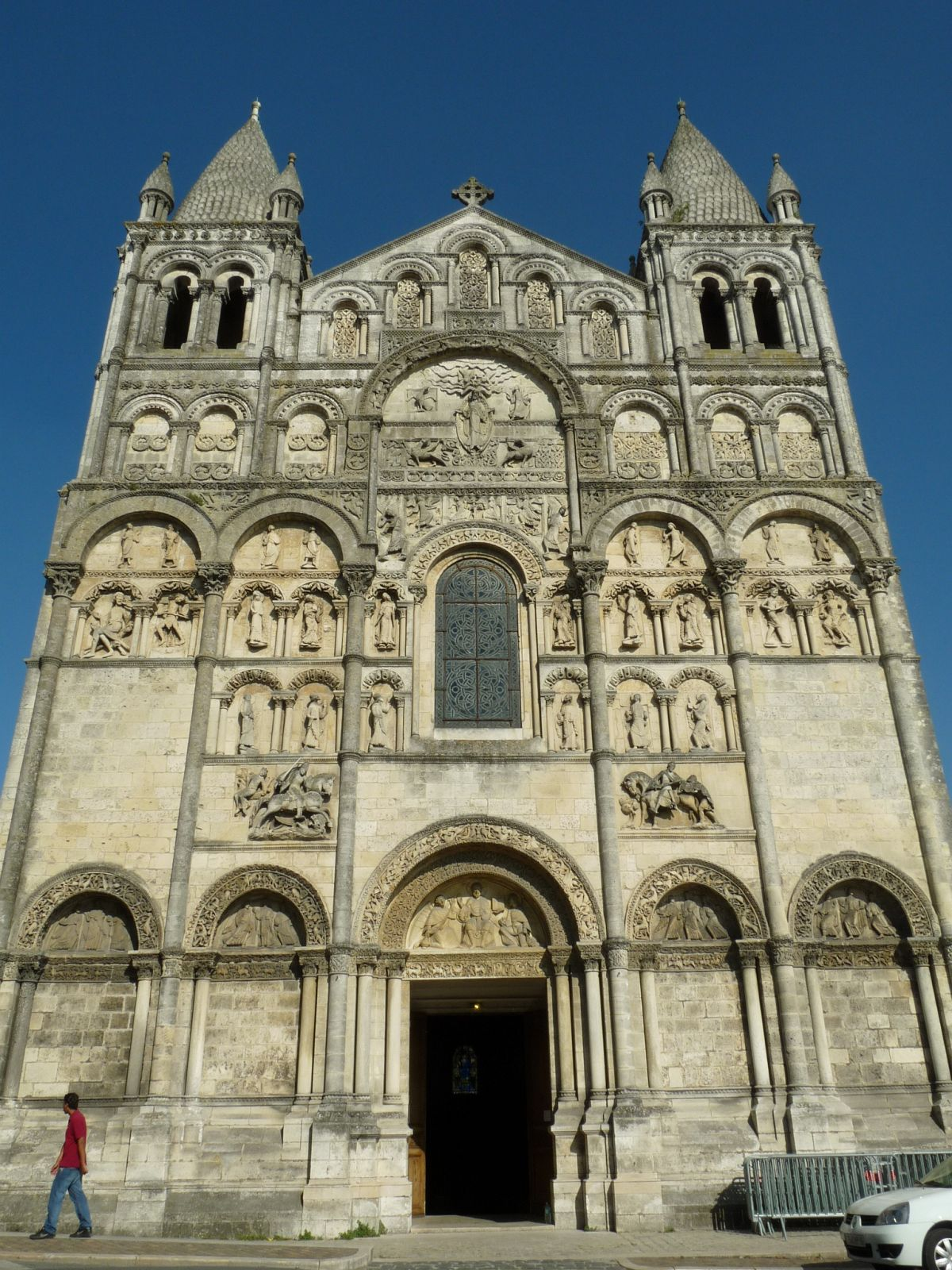
Cathédrale St-Pierre
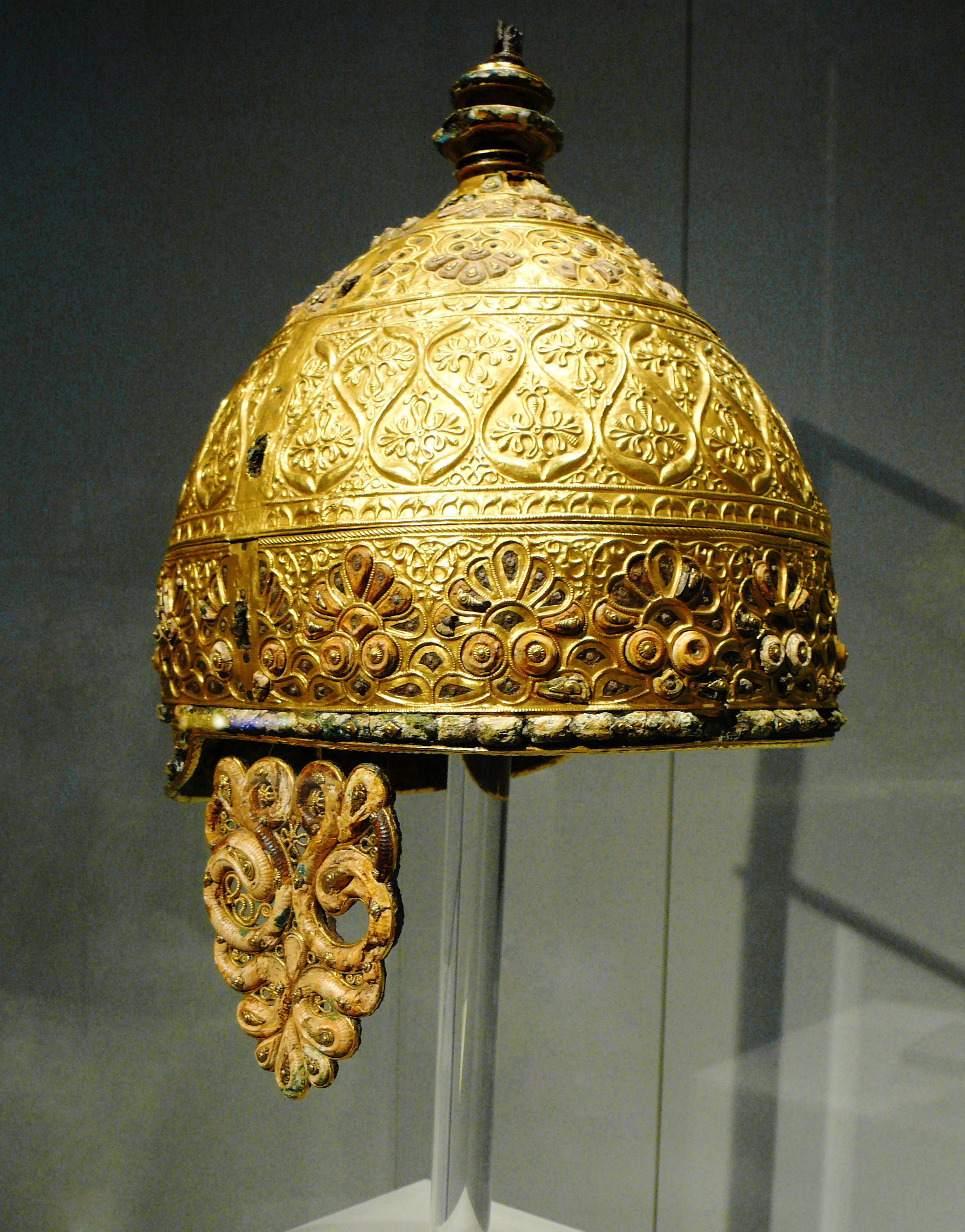
Kelta díszsisak

## Külső hivatkozások
- A város hivatalos honlapja